# Roger Nordmann (Journalist)
Roger Nordmann (* 1919 in Freiburg im Üechtland; † 1972 in Lausanne) war ein Schweizer Journalist und Werbefachmann sowie langjähriger Mitarbeiter bei Radio suisse romande.

## Leben
Nordmann besuchte die Mittelschule Kollegium St. Michael in Freiburg, absolvierte ein Lizentiatsstudium in Rechtswissenschaft an der Universität Freiburg und arbeitete ab 1945 als Reporter bei Radio Lausanne. Zusammen mit Jack Rollan gründete er 1946 die Glückskette, um Gelder für Bedürftige zu sammeln. 1955 gründete er das Bureau d’étude publicitaire in Lausanne.
Er wirkte bei den Radiosendungen Le Forum (Radio Lausanne), ab 1947 bei der wöchentlichen Sendung La Chaîne du bonheur und ab 1949 bei La Chaîne du bonheur internationale mit. Nordmann war Redaktor von L’Indépendant (einer Zeitung der Freiburger Freisinnigen) sowie Korrespondent der Tribune de Genève, der Tribune de Lausanne und der Zeitung 24 heures. Er wirkte bei den Fernsehsendungen Table ouverte (TSR) und En direct avec… mit.
Sein Sohn Patrick Nordmann (1949–2022) war ebenfalls als Journalist und Autor tätig. Jean Nordmann war ein Cousin  von Roger Nordmann.